# Cavalese
Cavalese (v místním nářečí Cavalés, německy zast. též Gablöss) je italské horské město v Tridentsku, v autonomní oblasti Tridentsko-Jižní Tyrolsko. Je součástí sdružení obcí Val di Fiemme a zároveň historickým, správním i kulturním střediskem oblasti Val di Fiemme.

## Geografie
Město se nachází v údolí Fiemme nad řekou Avisio, na jižním svahu Fleimstalských Alp ledovcového původu v nadmořské výšce 1000 metrů.
Jedná se o vyhledávané turistické středisko. Turistům nabízí v zimním období široké možnosti lyžování (např. na hoře Cermis), dále pak celoroční sportovní vyžití, jakož i kulturní a zajímavé akce. Ve městě se mj. narodil Giovanni Antonio Scopoli.

## Pamětihodnosti města

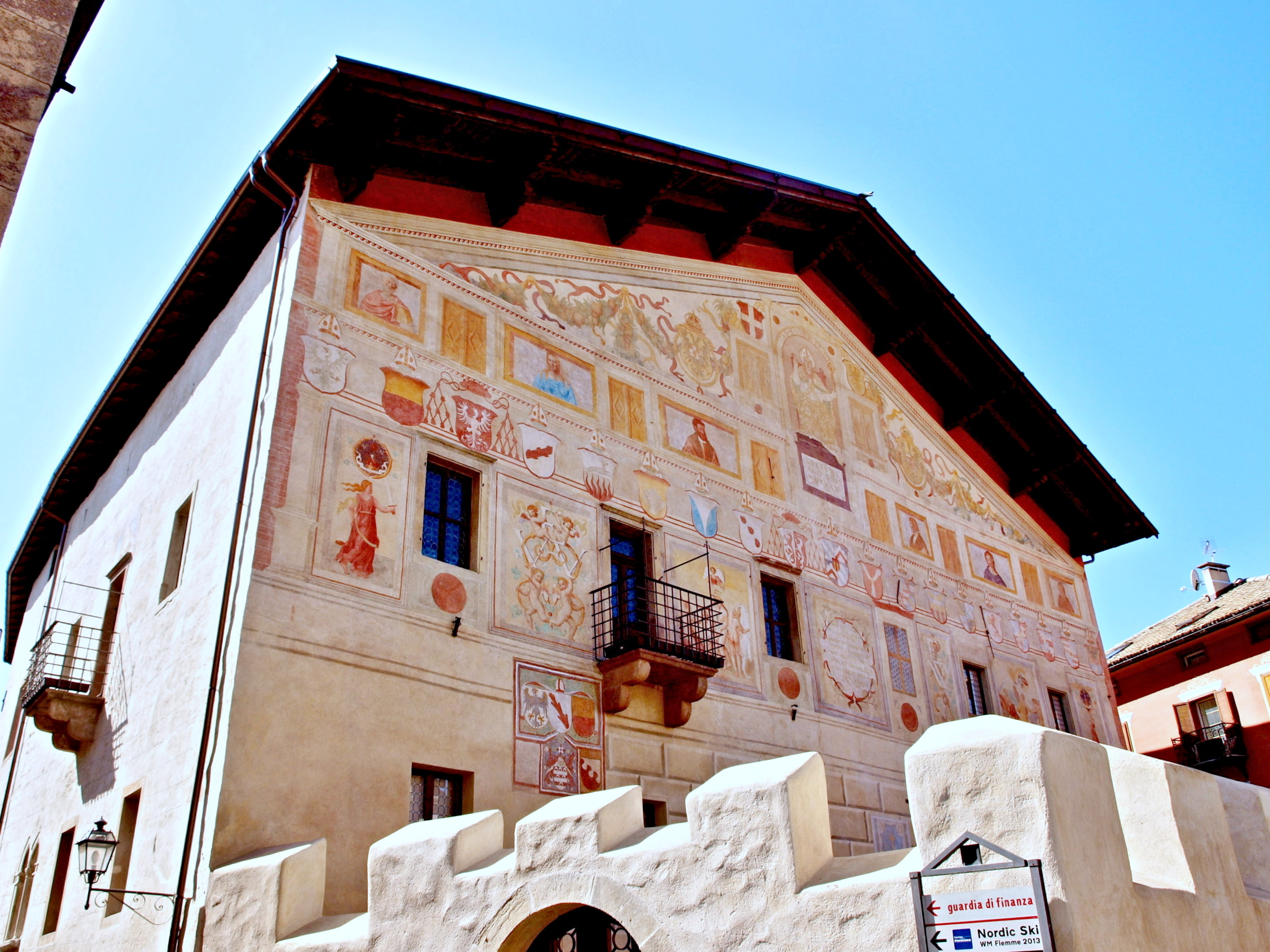
Il palazzo della Magnifica Comunità di Fiemme, ústřední dům Sdružení obcí Val di Fiemme

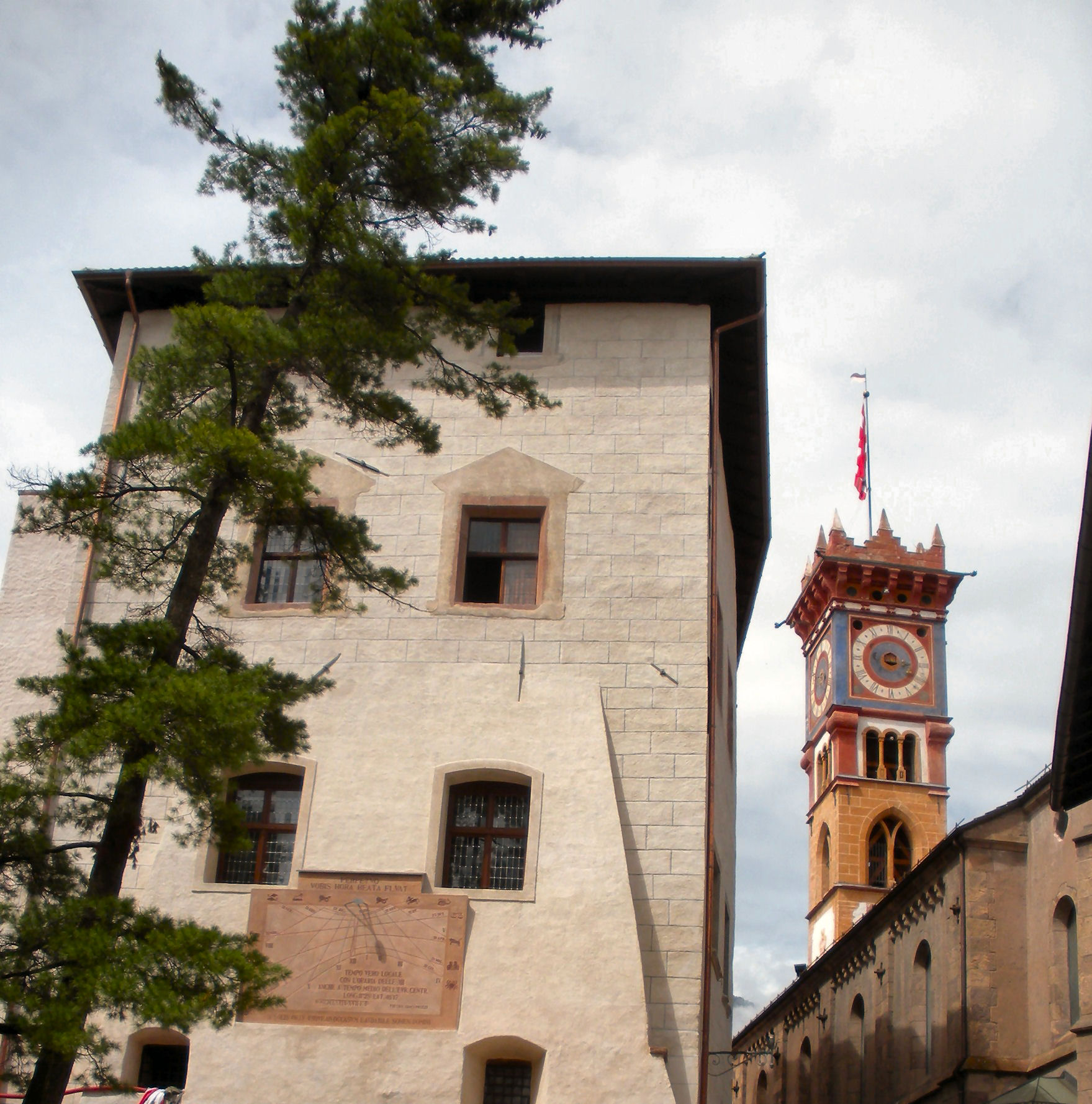
Torre Civica, městská věž

### Palazzo
Ve výše položených částech historického jádra města, podél dnešní státní silnice 48, se vypíná množství měšťanských i šlechtických domů, jimž vévodí již zmiňovaný Palazzo della Magnifica Comunità.
Palác byl vystavěn ve středověku tridentskými biskupy jako sídlo vikáře ve Valle di Fiemme a zároveň jako příležitostná letní residence.
Zajímavý je také interiér paláce, a to díky svým renesančním prvkům. V přízemí bývala šatlava, v prvním patře se nacházely úřadovny Ústředí Comunità generale di Fiemme. Ve druhém patře se nachází pinakotéka a Fiemské muzeum a taktéž obecní archiv zahrnující množství pergamenů ze 13. až 18. století.

### La Torre
Městská věž (Torre Civica), symbol samostatnosti obce, se nachází přímo vedle paláce. Byla vztyčena roku 1805 podle návrhu architekta Antonia Longa a v roce 1830 stavitel Dalbosco vytvořil korunu nad věžními hodinami, která byla poškozena zásahem blesku. V tabernákulu na úpatí věže, se nachází socha sv. Jana Nepomuckého, instalovaná v roce 1739, aby ochraňovala před rozvodněním řeky Gambis.

### Duchovní stavby

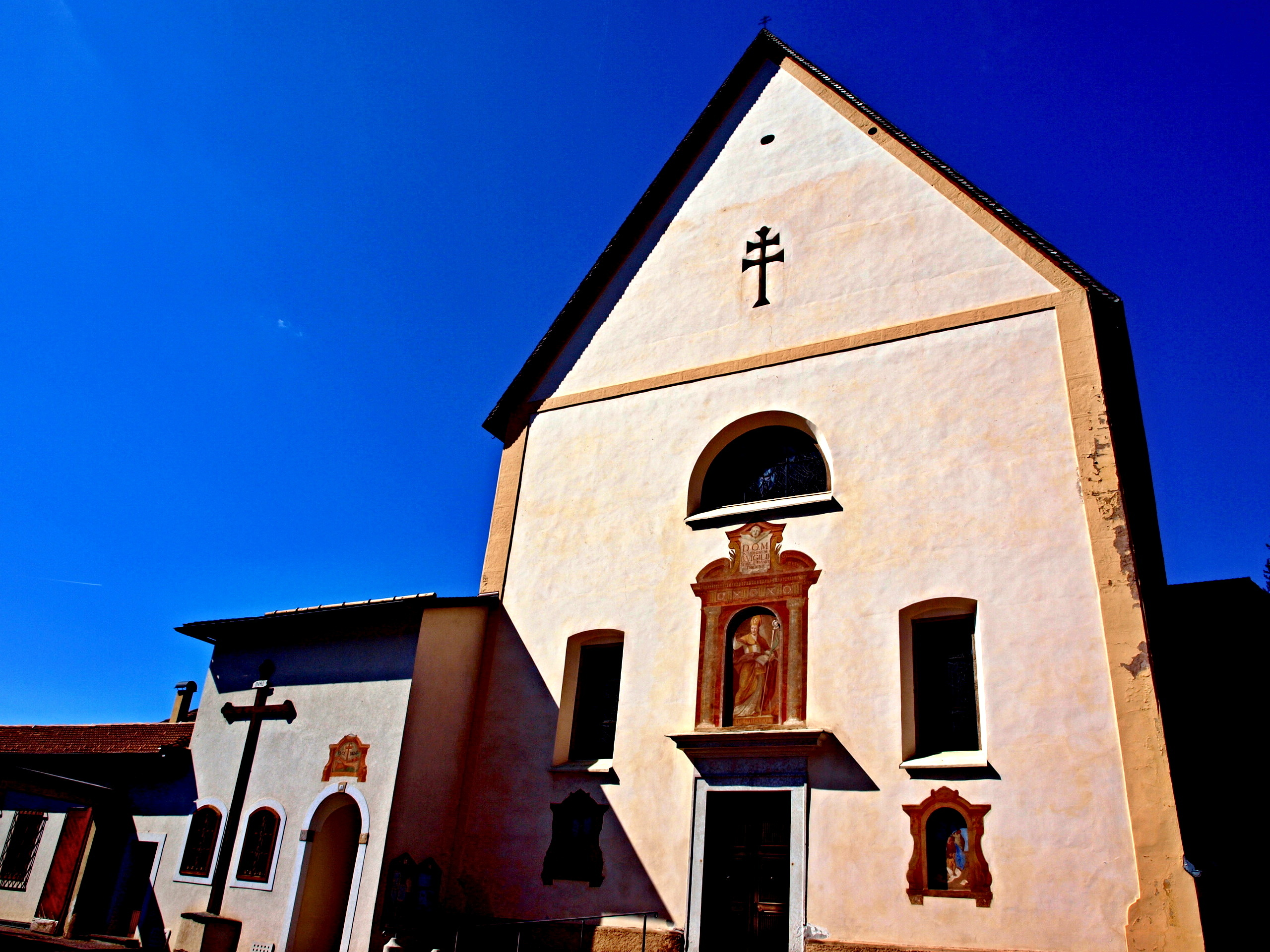
Františkánský klášter a kostel sv. Vigilia Tridentského v Cavalese

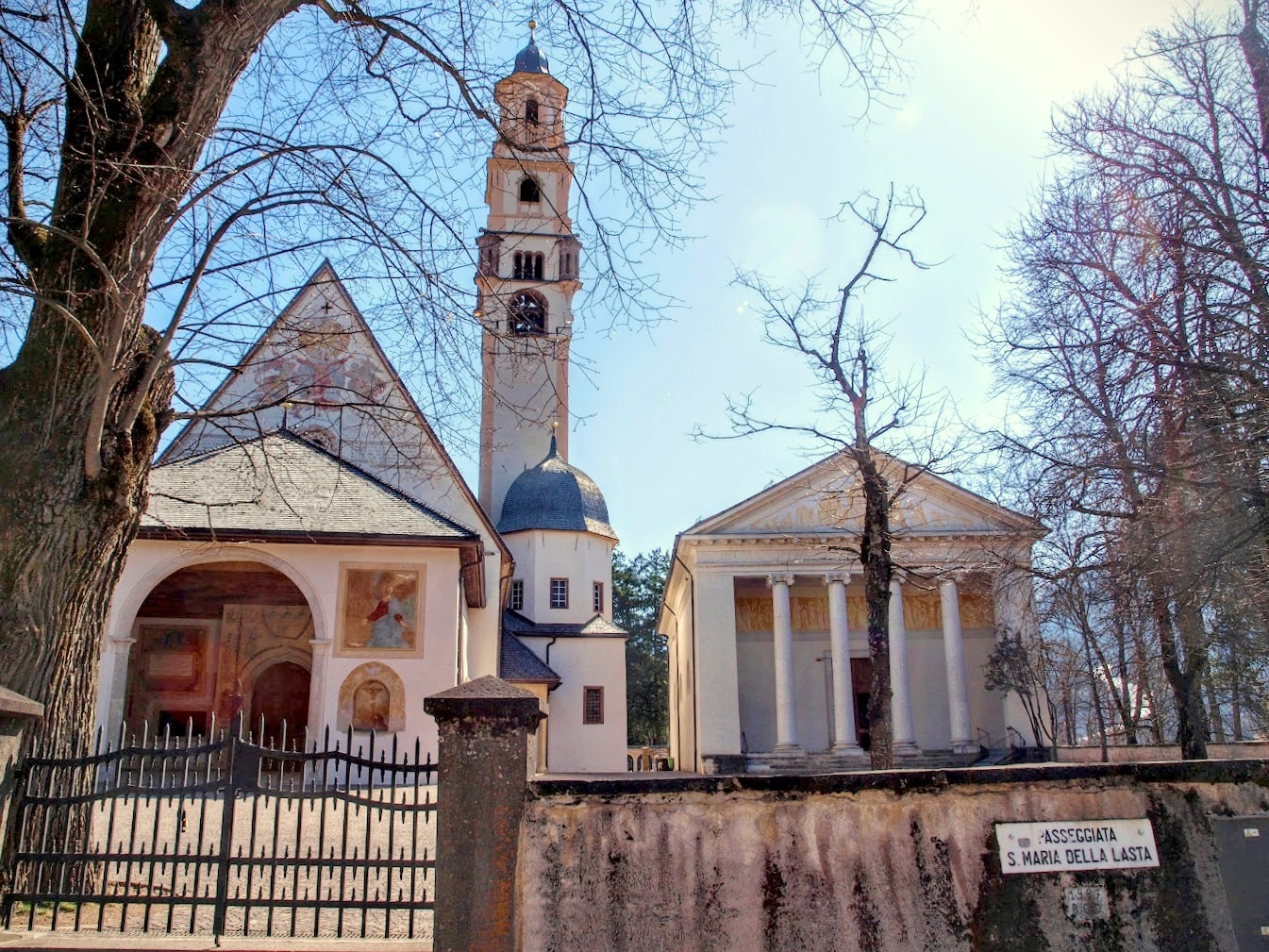
Cavalese, kostel Nanebevzetí Panny Marie

Významná duchovní stavba ve městě je františkánský klášter s kostelem svatého Vigilia, a to zejména vybavením interiéru, jímž přispěl císař a český král Leopold I. se svou manželkou Eleonorou Magdalenou. V širokém tympanonu hlavního průčelí nad vstupem, se nachází fresko od Antonia Longa s vyobrazením sv. Vigilia. Kostel byl vysvěcen roku 1698. Interiér kostela odráží strohé tvary františkánské řehole. V kostele jsou tři dřevěné oltáře ze 17. století, největší z nich zahrnuje rozměrné oltářní obrazy od Giuseppa Albertiho. Od tohoto umělce jsou rovněž všechny malby v interiéru kostela.
Na venkovní zeď kostela navazuje křížová chodba, v níž se nacházejí troje sluneční hodiny, nejstarší z roku 1692, a zahrada s meteorologickou observatoří, založenou roku 1882 z rozhodnutí města Cavalese.
Ve spodní a zároveň nejstarší části města, se nachází Pieve di Santa Maria Assunta (farnost při kostele Nanebevzetí Panny Marie), obklopená rozlehlým parkem “Parco della Pieve”, v jehož jednom rohu, se pod staletou lípou nachází kamenný stůl dokola obklopený kamennými lavicemi: tzv. “Banc de la Reson” ("Banco della ragione / Lavice pravdy"), místo, na němž vikář tridentského biskupa pravidelně vykonával spravelnost.

## Městský znak
Městský znak (stemma della Comunità) je složen ze šesti bílých a červených pruhů nesoucích červený kříž. Městu ho v roce 1588 udělil kardinál Ludovico Madruzzo. Znak byl ještě doplněn o nápis připomínající historické události paláce della Magnifica Comunità. Původní palác z 12. století byl rozšířen v době italské renesance a roku 1810 se stal sídlem Sdružení obcí Val di Fiemme. Budova prošla ještě úpravami v letech 1935 až 1938.

## Části obce
- Masi di Cavalese
- Cavazzal
- Marco
- Pian di Milon
- Salanzada

## Sousední obce
- Varena
- Tesero
- Daiano
- Carano
- Castello-Molina di Fiemme
- Pieve Tesino

## Nehody lanové dráhy

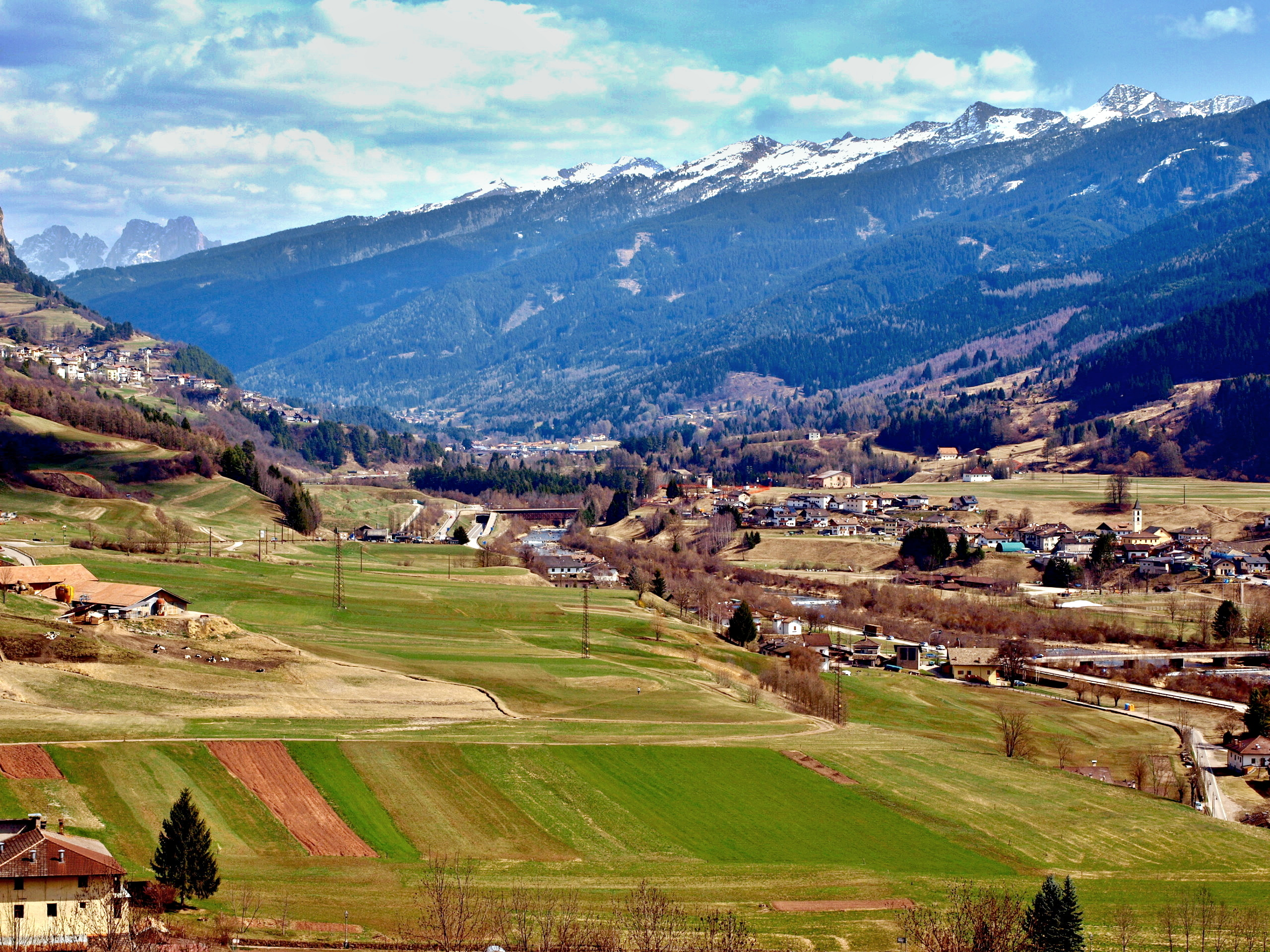
Pohled od Cavalese do údolí řeky Avisio

Tuto lyžařskou oblast postihly dvě tragické nehody visuté lanovky. První se udála v roce 1976 a došlo k ní z důvodu zanedbání údržby. Při nehodě zemřelo všech 42 pasažérů kabinky lanovky, což ji činí nejtragičtější nehodou lanovky v historii.
Druhou nehodu v roce 1998 způsobil lidský faktor. Americký pilot a posádka letounu Grumman EA-6 Prowler v malé výšce podlétali lanovku vysokou rychlostí a při tom zavadili o nosná lana lanovky a došlo k jejich následnému protržení. Kabiny s pasažéry se pak zřítily do údolí. Při tomto incidentu zahynulo 20 lidí.

## Vývoj počtu obyvatel
Počet obyvatel

## Osobnosti města

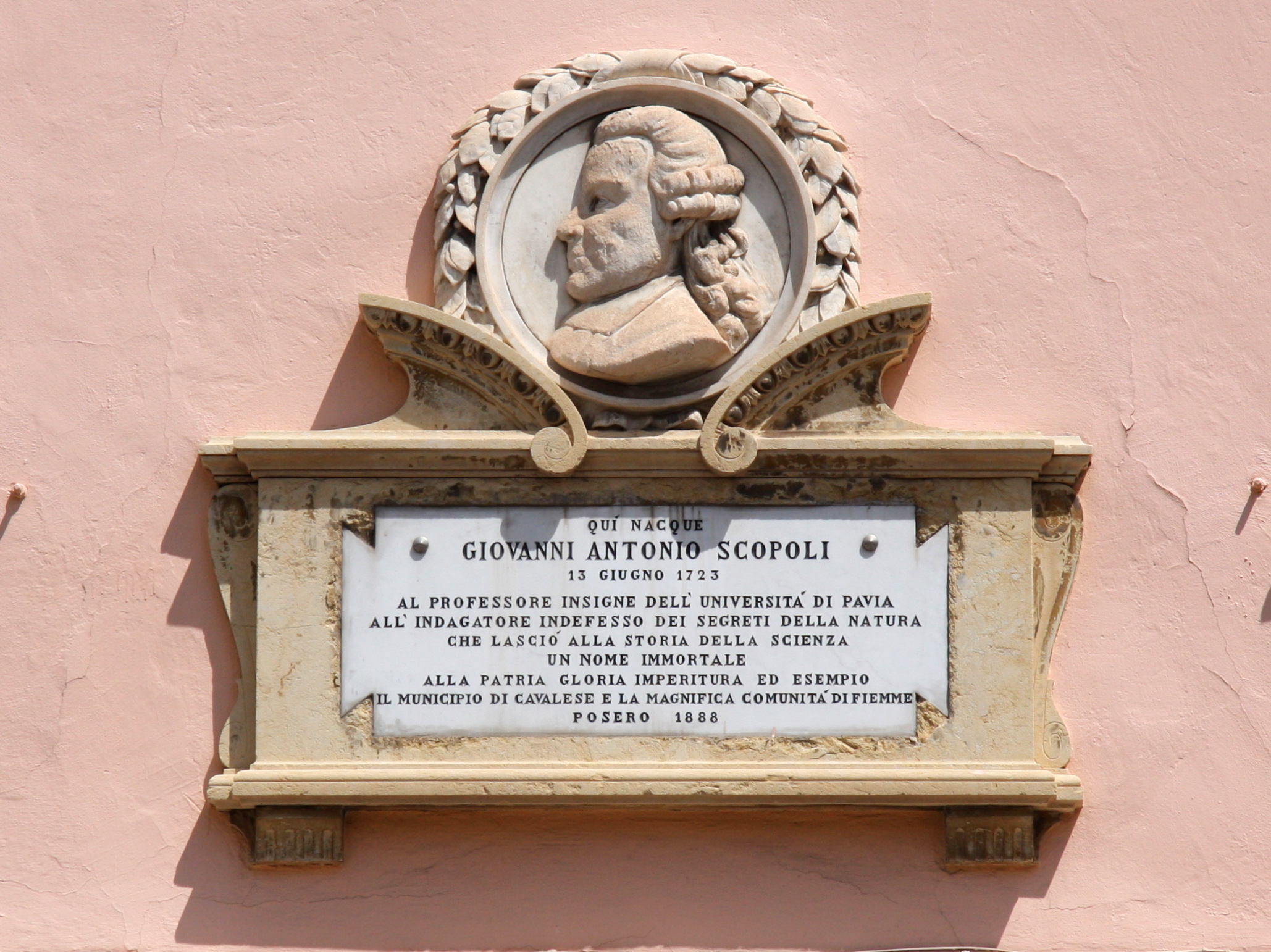
Plaketa Giovanniho Antonia Scopoliho v centru města

- Giovanni Antonio Scopoli (1723–1788), italsko-rakouský lékař a přírodovědec
- bratři Bronzettiové, italští vlastenci Risorgimenta
- Benedetto Bonelli (1704–1785), historik
- Orazio Giovanelli (kol. 1581 – kol. 1640), malíř
- Bruno Mendini (1891 – ?), podestà di Cavalese dal 1926 al 1934
- Vittorio de Riccabona (1844–1927), advokát a politik
- Cristoforo Unterperger (1732–1798), barokní malíř, synovec Franze Sebalda a Michelangela
- Franz Sebald Unterperger (1707–1776), barokní malíř
- Michelangelo Unterperger (1695–1758), barokní malíř, bratr Franze Sebalda
- Ignazio Unterperger (1742–1796), malíř
- F. Antonio Vanzo (1754–1836), malíř
- Riccardo Zandonai (1883–1944), hudební skladatel a dirigent, napsal zde operu I cavalieri di Ekebù (vyd. Ricordi, Milano, 1925), inspirovanou lesíkem Parco della Pieve, za jeho domem v ulici via della Cascata
- Benedikt von Riccabona de Reinchenfels (1807–1879), tridentský biskup.